# Матерь Божья Подхорная
Ма́терь Бо́жья Подхо́рная (бел. Маці Божая Падхорная) — чудотворный католический образ, хранящийся в Костёле Святой Троицы в Глубоком.

## История
Сначала образ хранился в кармелитском монастыре.
Первоначально икона была принесена для помещения в алтарь в честь  Богоматери. Этот жертвенник М.Б. Шкаплерной был заложен для братства М.Б. Шкаплерной, возникшего в Глубоком в 1753 году. Поэтому, чтобы список иконы М.Б. Снежной соответствовал названию престола М.Б. Шкаплернай, был дописан наплечник (Скапулярий),
который держит на этом экземпляре  Богородица. Таким образом, икона М. Б. Снежной в Глубоках превратилась в икону М. Б. Шкаплерной, но простые люди дали ей имя М. Б. Подхорной. 
Однако после передачи монастыря православным икона находится в Троицком костёле.

## Описание
Согласно описанию искусствоведа А. Н. Кулагина, икона находится на прямоугольном щите во втором ярусе центрального алтаря и относится к типу Одигитрия. Специалист по белорусской иконописи и алтарной живописи Н. Ф. Высоцкая считает, что образ выполнен в стиле барокко. После поисков первого упоминания икон в белорусских архивах и т. д. образ из Глубокого исследовательница отнесла к 1738 году (данные Национальной академии наук, КП-387).
Икона написана на полотне. Примерно в середине XVIII века была создана металлическая шата с коронами и нимбами:
```
"Многие люди стали получать благодати и благословения из-за Богородицы Подхорной, и таким образом стало появляться всё больше вотивных даров от благодарных верующих за полученные чудеса и благодати. Поэтому уже во второй половине XVIII в. для этой чудотворной иконы монахи изготовили из беленой меди особую одежду качественной работы."
```

Кроме того, за счёт пожертвований, 
сложенных перед алтарём, монахи изготовили три серебряные короны, две из которых были облицованы дорогими чешскими камнями, а одна, которую держали два ангела над иконой, была покрыта золотом; эти короны были прикреплены к иконе вместе с ризой.
Черты лица Божьей Матери мелкие, деликатные, напоминают изображение в Костёле Святой Терезы в Вильнюсе. Композицию дополняет пурпурный занавес, который окутывает фигуру Девы Марии. Кроме того, на иконе вверху изображены Бог Отец и Святой Дух.
Также на шате были многочисленные воты, которые были видны на снимках 1930-х годов и позднее были утеряны.